# Mario Anchisi Ciceri
Mario Anchisi Ciceri (Milà, 1918 - Barcelona, 31 de desembre de 1981) fou un entrenador de futbol i secretari tècnic italià establert a Catalunya.
Arribà a Barcelona l'any 1955 i es convertí en secretari tècnic de la Unió Esportiva de Sants, i uns anys més tard entrenador del club. L'any 1958 fitxà com a entrenador del CE Europa i un any més tard del CE L'Hospitalet. Durant la dècada del 1960 passà per la banqueta del Gimnàstic de Tarragona, CF Reus Deportiu, Albacete Balompié, Terrassa FC i CF Vilanova. El 1969 obtingué el títol d'entrenador a nivell estatal. Als anys setanta passà a la secretaria tècnica del RCD Espanyol, on romangué fins 1978, i posteriorment a la del Real Jaén CF i Llevant UE.